# Krutbergen
Krutbergen är ett naturreservat i Arvidsjaurs kommun i Norrbottens län.
Området är naturskyddat sedan 2010 och är 22,2 kvadratkilometer stort. Reservatet omfattar Mausberget, Alderliden och Krutbergen med myrmarker däremellan. Reservatet består av urskogsartad granskog med inslag av lövträd.